# Taylor Crabb
Taylor Crabb (* 26. Januar 1992 in Honolulu) ist ein US-amerikanischer Beachvolleyballspieler.

## Karriere
Crabb begann seine Karriere als Volleyballspieler an der Punahou High School in Honolulu. 2009 nahm er an der Jugend-Weltmeisterschaft in Italien teil und 2010 gewann er mit den Junioren der USA die NORCECA-Meisterschaft in Gatineau. 2011 erreichte er außerdem das Halbfinale der Junioren-WM in Brasilien. Während seines Studiums an der Long Beach State University spielte er 2011 bis 2014 in der Universitätsmannschaft.
2011 spielte er mit seinem älteren Bruder Trevor Crabb sein erstes Beachvolleyball-Turnier in Hermosa Beach. 2013 spielten die Brüder in der Serie der National Volleyball League (NVL) in Hermosa Beach (13. Platz) und auf der AVP-Tour ein Turnier in Manhattan Beach (25. Platz). 2015 trat Taylor Crabb auf der AVP-Tour zunächst mit Spencer McLachlin in New Orleans, New York City und Seattle an. Danach spielten die Brüder wieder zusammen und wurden Dritte in Manhattan Beach, Neunte in Chicago, Fünfte in Mason und wieder Dritte in Huntington Beach. In Xiamen spielten sie ihr erstes Turnier der FIVB World Tour und kamen gleich auf den neunten Rang. Im Oktober gewannen sie das NORCECA-Turnier in St. Lucia. Anfang 2016 folgten in dieser Serie weitere Turniersiege in Guatemala-Stadt und Grand Cayman. Bei sieben AVP-Turnieren erreichten die Crabb-Brüder jeweils den zweiten oder dritten Platz. Auf der World Tour 2016 wurden sie Neunte der Cincinnati Open sowie der Majors in Gstaad und Klagenfurt. Beim Grand Slam in Long Beach kamen sie hingegen mit dem 17. Platz erstmals nicht in die Top Ten.
Seit 2017 bildete Taylor Crabb ein neues Duo mit dem dreimaligen Olympiateilnehmer Jacob Gibb. Zum Auftakt der World Tour wurden Gibb/Crabb beim Fünf-Sterne-Turnier in Fort Lauderdale ebenso Fünfte wie beim Vier-Sterne-Turnier in Rio de Janeiro. Nach einem frühen Aus in Moskau gewannen sie das AVP-Turnier in New York. Anschließend wurden sie in der FIVB-Serie bei den höchstbewerteten Turnieren in Poreč und Gstaad Fünfte und Neunte. Beim Long Beach Presidents Cup kamen sie ebenfalls auf den fünften Rang. 2018 erreichten sie beim FIVB 5-Sterne-Turnier in Gstaad Platz vier. 2019 gewannen Crabb/Gibb das FIVB 4-Sterne-Turnier im mexikanischen Chetumal. Über die Weltrangliste qualifizierten sich die beiden US-Amerikaner 2021 für die Olympischen Spiele in Tokio. Kurz vor dem Beginn der Wettkämpfe wurde Crabb allerdings positiv auf SARS-CoV-2 getestet. Gibb startete daher zusammen mit Tri Bourne.
Seit 2022 spielt Crabb mit dem ehemaligen Hallen-Nationalspieler Taylor Sander.

## Familie
Taylor Crabb hat neben seinem Bruder Trevor weitere Verwandte, die im Volleyball erfolgreich waren. Sein Onkel Tony Crabb war Co-Trainer der US-Nationalmannschaft, die bei den Olympischen Spielen 1984 die Goldmedaille gewann. Seine Cousine Lindsey Berg nahm an den Olympischen Spielen 2004, 2008 und 2012 teil und gewann dabei zwei Silbermedaillen.